# Список дипломатических миссий Нигера

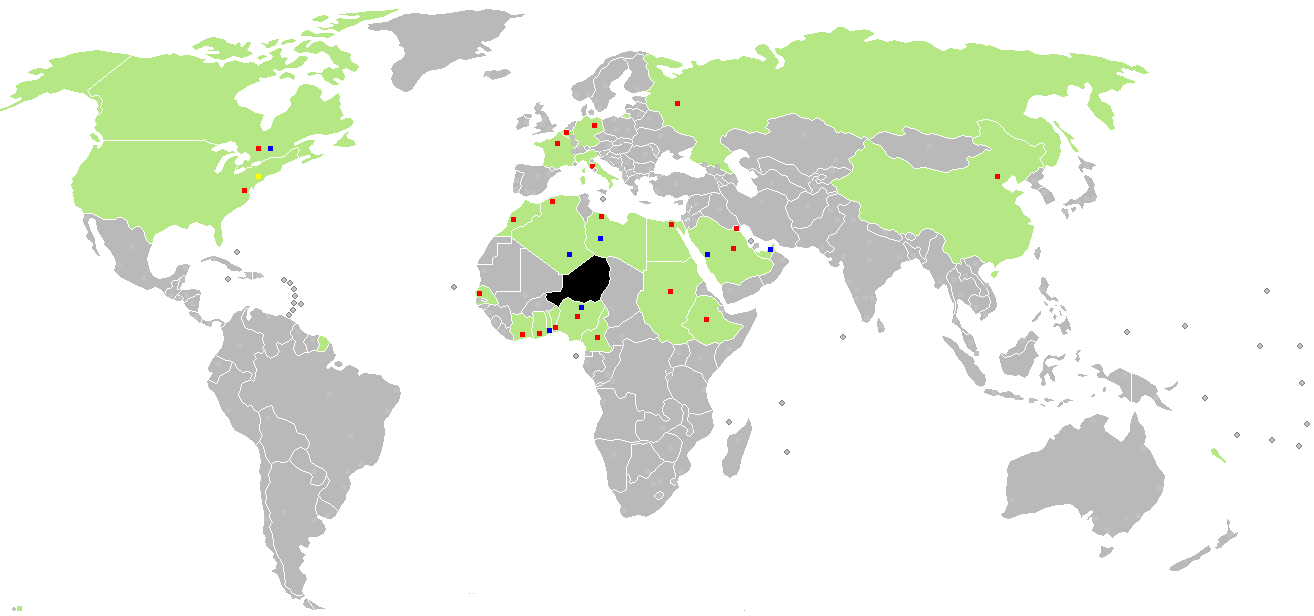

Список дипломатических миссий Нигера — западноафриканское государство Нигер в настоящее время имеет свои дипломатические представительства на уровне посольств и консульств в 24 государствах. Нигер также участвует в работе различных международных организаций: он является членом ООН и в 1980—1981 входил в число непостоянных членов Совета Безопасности. Он также член Организации африканского единства (ОАЕ), Экономического сообщества стран Западной Африки, Движения неприсоединения, Организации исламская конференция ОИК и др.

## Европа
- Бельгия, Брюссель (посольство)
- Франция, Париж (посольство)
- Германия, Берлин (посольство)
- Италия, Рим (посольство)
- Россия, Москва (посольство)

## Северная Америка
- Канада, Оттава (посольство)
  - Монреаль (консульство)
- США, Вашингтон (посольство)

## Ближний Восток
- Кувейт, Эль-Кувейт (посольство)
- Саудовская Аравия, Эр-Рияд (посольство)
  - Джидда (консульство)
- ОАЭ, Дубай (консульство)

## Африка
- Алжир, Эль-Джазаир (посольство)
  - Таманрассет (консульство)
- Бенин, Котону (посольство)
- Камерун, Яунде (посольство)
- Кот д’Ивуар Абиджан (посольство)
- Эфиопия, Аддис-Абеба (посольство)
- Египет, Каир (посольство)
- Гана, Аккра (посольство)
- Ливия, Триполи (посольство)
  - Сабха (консульство)
- Марокко, Рабат (посольство)
- Нигерия, Абуджа (посольство)
  - Кано (консульство)
- Сенегал, Дакар (посольство)
- Судан, Хартум (посольство)
- Того, Ломе (консульство)

## Азия
- Китай, Пекин (посольство)

## Международные организации
- - Нью-Йорк (делегация при ООН)
  - Париж (делегация при ЮНЕСКО)